# 傭兵戰場2：雙重螺旋
《傭兵戰場2：雙重螺旋》是由Raven Software开发的第一人称射击游戏，是《傭兵戰場》的续集。游戏采用id Tech 3引擎，约翰·姆林斯担任游戏顾问。

## 游戏性
游戏的血腥性被延续了下来，并且使用了新的技术。人体在碎裂时候不止可以碎成36块，而是根据枪械的活力所决定。击中颈部的子弹可以让游戏人物身首异处，甚至能把脑浆挤出。不过游戏的暴力也卡通化了一些，在原作中，一枪可以把游戏人物的肋骨或者脑袋打飞，而在第二代中则没有这么夸张地表现了。
第二代游戏更像反恐精英而不是雷神之锤。游戏中的枪械增加了后座力，并且在连续开火时候子弹会不规则飞出。敌人的人工智能指数也成倍提高，例如將玩家丟出的手榴彈丟擲回去，玩家可以体会到和真人对战的感觉。
和第一代不一样，命运战士2的枪械系统非常逼真。枪械的伤害不再特别大或者特别小，而是基于真实生活中的枪械，同時也可以將部分自動武器調整為單發或是三發點放，增加槍枝的準確率跟使用彈性。
游戏最大的特性是增加了随机关卡生成器（RMG），可以让玩家自行创建随机的地图。RMG可以让玩家选择自己喜欢的设施和关卡类型从而生成个性的地图。理论上讲，玩家能创建无数种地图，但是实际上玩家生成的地图或多或少都有那么点相似。任務從暗殺、爆破、逃脫不等，也可以選擇日間或是夜間作戰，還有雪地、沙漠、叢林等背景可選擇。
为了游戏能在德国发行，Raven Software专门制作了没有暴力和血腥的德国版本游戏，并且把游戏发生的地点放在了一个虚拟的地区。玩家的社群对这些改变并不认可，游戏的销量也不乐观。

### 多人游戏
游戏包含抢旗、安裝炸彈摧毀特定目標、多人對殺(所有玩家各自獵殺彼此)、團隊對殺(分成兩團互相獵殺敵方隊員),不同於同時代的名作絕對武力，傭兵戰場2的多人遊戲槍枝可依伺服器設定為預設或是一開始僅有手槍可用必須要去地圖特定地區或是擊殺敵人後撿拾，死亡之後也會立即復活，這給予一些較為資淺的玩家更大的彈性，更容易入門而毋須藉由擊殺敵人賺取資金買槍或是被擊殺後耗費大量時間等待下一輪的上場。

## 故事情节
游戏的主题就是战争，姆林斯在全球范围内搜寻一个叫做Prometheus的组织，以阻止一次可能的生化武器战争，由第二大關開始正式進入主題故事，由於是前往南美洲執行任務，等於第一代的結局作為第二代的伏筆。(第一代的結局姆林斯回到"商店"得到了一項前往南美洲的任務)

### 角色
- 约翰·姆林斯：一个出生和成长在美国俄克拉何马州的军人，曾经参加了越战。是最有争议性的战士之一。美国政府命令他消灭可能造成巨大灾难的恐怖分子。
- 梅德莱恩·泰勒：由于约翰的搭档霍克的去世，梅德莱恩成为了约翰的新搭档。
- 萨姆·格拉德斯通：62岁的书店老板，业余时间则是被称为“商店”的特种兵组织的领导人。他在越战中担任指挥，曾经在中央情报局工作过很长时间。

## 开发
《命运战士2：双重螺旋》是一款使用雷神之錘III引擎的游戏。Raven Software则再次使用姆林斯作为主角。前作饱受批评的《命运战士2》这次在真实性上面做足了文章，因为其参考了《反恐精英》和《彩虹六号》。